# Bibbia TOB
La Bibbia TOB (acronimo di Traduction Oecuménique de la Bible, ma anche buono in ebraico) è una versione della Bibbia pubblicata in francese tra il 1975 e il 1976 a cura delle Edizioni du Cerf, realizzata congiuntamente da esegeti cattolici e protestanti, avallata infine da studiosi ortodossi. Le introduzioni ai singoli libri e le note a piè di pagina sono ricche e accurate al pari della Bibbia di Gerusalemme, ma più recenti.

## Descrizione
I libri biblici non sono riportati nell'ordine canonico cattolico della Vulgata, ma seguono il canone ebraico: dopo i protocanonici dell'Antico Testamento, seguono i libri deuterocanonici, quindi i libri del Nuovo Testamento. Questa scelta ha indotto gli editori a presentare una doppia traduzione del libro di Ester, pervenutoci in doppia tradizione ebraica e greca. Nel 1987 è uscita la seconda edizione francese. Nel 2004 è stata ripubblicata una edizione francese del Pentateuco con note e introduzioni aggiornate ai recenti studi storico-esegetici.
La versione italiana della TOB (LDC), pubblicata originariamente in tre volumi tra 1976-79 e in un singolo volume nel 1992, traduce tutto il materiale esplicativo accompagnato dalla versione ufficiale della Conferenza Episcopale Italiana (la cosiddetta Bibbia CEI). Nel 2009 lo stesso editore ha pubblicato una nuova edizione della Bibbia TOB in occasione dell'aggiornamento di traduzione del testo CEI avvenuto l'anno precedente; il volume è stato prodotto in tre diverse rilegature. Sebbene non sia riconosciuta come ufficiale e liturgica da nessuna confessione cristiana, rappresenta attualmente il massimo del consenso "ufficioso" tra biblisti di diverse confessioni.